# Línea Oro (Metro de Atlanta)
La línea Oro (en inglés: Gold Line) es una de las tres líneas de tránsito rápido del Metro de Atlanta. La línea opera entre las estaciones Doraville y Aeropuerto, pasando por Doraville, Chamblee, Atlanta, East Point and College Park.